# 薩拉莫尼亞 (印地安納州)
薩拉莫尼亞（英語：Salamonia）是一個位於美國印地安納州傑伊縣的城鎮。

## 人口
根據2010年美國人口普查的數據，薩拉莫尼亞的面積為1.90平方千米，當中陸地面積為1.90平方千米，而水域面積為0.00平方千米。當地共有人口157人，而人口密度為每平方千米83人。